# Hubertella thankurensis
Hubertella thankurensis är en spindelart som först beskrevs av Jörg Wunderlich 1983.  Hubertella thankurensis ingår i släktet Hubertella och familjen täckvävarspindlar.
Artens utbredningsområde är Nepal. Inga underarter finns listade i Catalogue of Life.